# Plzenski okraj
Plzenski okraj (češko Plzeňský kraj; nemško Pilsner Region) je administrativna enota (okraj) Češke republike. Leži na zahodu države in meji na zahodu na Nemčijo, od čeških okrajev pa v smeri urinega kazalca od zahoda na Karlovarski okraj, Usteški okraj, Osrednječeški okraj in Južnočeški okraj. Glavno mesto je Plzen. Skupaj z Južnočeškim okrajem tvori statistično regijo Jugozahodna Češka.
Regija se deli na industrializiran severovzhod in bolj hribovit jugozahod s podeželskim značajem. Regija kot celota je razmeroma redko poseljena, na življenje je v drugi polovici 20. stoletja močno vplivala železna zavesa.

## Okrožja
Plzenski okraj se nadalje deli v sedem okrožij (okres).
| Okrožje          | Prebivalcev (1. 1. 2020) | Površina [km²] | Gostota preb. [/km²] | Št. občin |
| ---------------- | ------------------------ | -------------- | -------------------- | --------- |
| Domažlice (DO)   | 62.062                   | 1.052          | 55                   | 76        |
| Klatovy (KT)     | 86.405                   | 1.946          | 44                   | 94        |
| Plzen-jug (PJ)   | 63.488                   | 1.068          | 64                   | 99        |
| Plzen-mesto (PM) | 194.280                  | 261            | 744                  | 15        |
| Plzen-sever (PS) | 79.979                   | 1.287          | 62                   | 98        |
| Rokycany (RO)    | 49.349                   | 575            | 86                   | 68        |
| Tachov (TC)      | 54.336                   | 1.379          | 39                   | 51        |
| Skupaj           | 589.899                  |                |                      |           |